# Paruline à gorge grise
Oporornis agilis
Genre
Espèce
Répartition géographique
Statut de conservation UICN

 LC  : Préoccupation mineure
La Paruline à gorge grise (Oporornis agilis) est une espèce de passereaux appartenant à la famille des Parulidae. C'est la seule espèce du genre Oporornis.

## Description
La Paruline à gorge grise mesure entre 13 et 15 centimètres de long et pèse en moyenne 15,2 grammes (entre 10,7 et 26,8 grammes). La tête et la gorge grises tranchent nettement avec le ventre jaune. Son cercle oculaire pâle est un trait caractéristique et permet de la distinguer de la femelle Paruline triste. Le dos, les ailes et le dessus de la queue sont olive.

## Répartition
En Amérique du Nord, la Paruline à gorge grise niche de la Colombie-Britannique jusqu'à l'ouest du Québec. Sa répartition passe également par le nord de quelques États américains contigus aux Grands Lacs. Cette paruline hiverne de la Colombie jusqu'au centre du Brésil.

## Habitats et comportements
La Paruline à gorge grise niche surtout dans des tourbières avec une strate arbustive bien développée. Elle fréquente également de jeunes pinèdes, les peupleraies, et les peuplements de Pins gris.
Cette paruline est très discrète, ce qui fait que sa biologie et son comportement demeurent peu connus. Le premier nid a été découvert en 1883, soit 75 ans après la description de l'espèce. Il fallut attendre encore une quarantaine d'années avant que d'autres nids ne soient trouvés. Le nid est fait d'herbes ou de mousse et est posé sur le sol, souvent au pied d'un arbuste. Le couple est monogame et la femelle pond 4 ou 5 œufs.

## Informations supplémentaires

### Livre
- Pitocchelli, J., J. Bouchie, et D. Jones. 1997. Connecticut Warbler (Oporornis agilis). Dans The Birds of North America, No. 320 (A. Poole et F. Gill, eds.). The Academy of Natural Sciences, Philadelphia, PA, et The American Ornithologists’ Union, Washington, D.C.

### Rapport
- Cooper JM, Enns KA & Shepard MG. (1997). Status of the Connecticut warbler in British Columbia. Canadian Research Index. p. n/a.

### Articles scientifiques
- Bosque C & Lentino M. (1987). The Passage of North American Migratory Land Birds through Xerophytic Habitats on the Western Coast of Venezuela. Biotropica, vol 19, no 3. p. 267-273.
- Danz NP, Lind J, Hanowski J, Niemi G & Jones MT. (2003). Forest bird monitoring in northern Minnesota and Wisconsin 1991-2002. Ecological Society of America Annual Meeting Abstracts, vol 88, no 79.
- Elder DH. (1991). Breeding Habitat of the Connecticut Warbler in the Rainy River District. Ontario Birds, vol 9, no 3. p. 84-86.
- Ferguson RS. (1981). Summer Birds of the Northwest Angle Provincial Forest and Adjacent Southeastern Manitoba Canada. Syllogeus, vol 31, p. 1-23.
- Hall D. (1995). On rarity and mischance. The Yale Review, vol 83, no 2. p. 74.
- Hobson KA & Schieck J. (1999). Changes in bird communities in boreal mixedwood forest: Harvest and wildfire effects over 30 years. Ecological Applications, vol 9, no 3. p. 849-863.
- Jahn O, Viteri MEJ & Schuchmann K-L. (1999). Connecticut Warbler, a North American migrant new to Ecuador. Wilson Bulletin, vol 111, no 2. p. 281-282.
- Machtans CS. (2000). Extra-limital observations of Broad-winged Hawk, Buteo platypterus, Connecticut Warbler, Oporornis agilis, and other bird observations from the Liard Valley, Northwest Territories. Canadian Field Naturalist, vol 114, no 4. p. 671-679.
- McCaskie G. (1970). Occurrence of the Eastern Species of Oporornis and Wilsonia in California. Condor, vol 72, no 3. p. 373-374.
- McKenzie PM & Noble RE. (1989). Sight Records for Connecticut Warbler Oporornis-Agilis and Yellow-Throated Vireo Vireo-Flavifrons in Puerto Rico USA. Florida Field Naturalist, vol 17, no 3. p. 69-72.
- McNair DB, Massiah EB & Frost MD. (1999). New and rare species of Nearctic landbird migrants during autumn for Barbados and the Lesser Antilles. Caribbean Journal of Science, vol 35, no 1-2. p. 46-53.
- Morgan JG & Eubanks TLJ. (1979). Connecticut Warbler Oporornis-Agilis New-Record in Texas USA. Bulletin of the Texas Ornithological Society, vol 12, no 1. p. 21-22.
- Niemi GJ & Hanowski JM. (1984). Effects of a Transmission Line on Bird Populations in the Red Lake Peatland Northern Minnesota USA. Auk, vol 101, no 3. p. 487-498.
- Parker TA, III. (1982). Observations of Some Unusual Rain Forest and Marsh Birds in Southeastern Peru. Wilson Bulletin, vol 94, no 4. p. 477-493.
- Parmelee DF & Oehlenschlager RJ. (1972). Connecticut Warbler Nest in Hubbard County Minnesota. Loon, vol 44, no 1. p. 5-6.
- Rogers TH. (1982). The Spring Migration March 1-May 31 1982 Northern Rocky Mountain Intermountain Region Canada USA. American Birds, vol 36, no 5. p. 875-877.
- Schulte LS & Niemi GJ. (1998). Bird communities of early-successional burned and logged forest. Journal of Wildlife Management, vol 62, no 4. p. 1418-1429.
- Shanahan D. (1992). Notes on calls of breeding Connecticut warblers. Ontario Birds, vol 10, no 3. p. 115-116.
- Shier GR. (1971). 1st Fall Record of the Connecticut Warbler in Colorado. Colorado Field Ornithologist, vol 10, p. 19-20.
- Thomas BT. (1993). North American migrant passerines at two non-forested sites in Venezuela. Journal of Field Ornithology, vol 64, no 4. p. 549-556.
- Venier LA, McKenney DW, Wang Y & McKee J. (1999). Models of large-scale breeding-bird distribution as a function of macro-climate in Ontario, Canada. Journal of Biogeography, vol 26, no 2. p. 315-328.
- Welsh DA & Venier LA. (1996). Binoculars and satellites: Developing a conservation framework for boreal forest wildlife at varying scales. Forest Ecology & Management, vol 85, no 1-3. p. 53-65.